# Церковь Благовещения Пресвятой Богородицы (Ростов-на-Дону)
Церковь Благовещения Пресвятой Девы Марии (Благовещенский греческий храм) — греческий православный храм в Ростове-на-Дону, построенный вместо утраченной в 1964 году Благовещенской греческой церкви.
Адрес храма: 344022, Ростов-на-Дону, переулок Университетский, 58.

## История
Первая греческая Благовещенская церковь была построена в Ростове-на-Дону в начале XX века. Храм располагался в Ткачёвском переулке (ныне Университетский) у его пересечения с Мало-Садовой улицей (ныне улица Суворова) на территории, принадлежавшей «Эллинскому благотворительному обществу». Средства на строительство храма жертвовали проживавшие в городе греки. Наиболее значительное пожертвование сделал владелец табачной фабрики Ахиллес Асланиди. Храм был заложен в 1907 году, и в 1909 году строительство было завершено.
В 1964 году храм был снесён, а на его фундаменте построили Театр кукол (Университетский переулок, 46). При этом были частично сохранены старые церковные стены. Однако, в Донской митрополии опровергают информацию о постройке здания театра на месте разрушенной церкви и утверждают, что осталось полноценное храмовое здание, в котором снесли купол, убрали входные портики и пристроили новый современный вход.

## Скандал с переносом Театра кукол

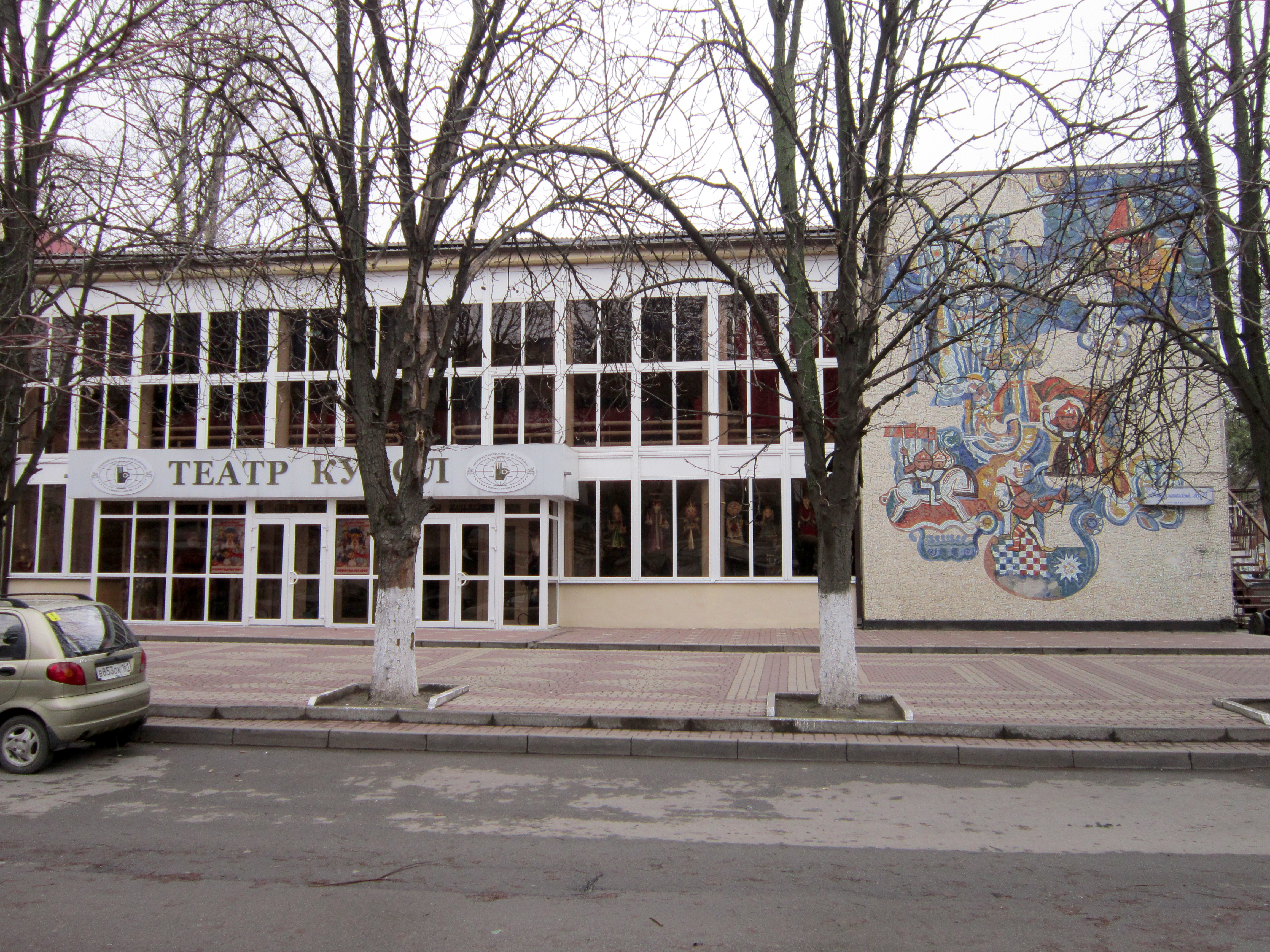
Здание Театра кукол

На здание бывшей церкви, ныне занятое Кукольным театром, в течение нескольких лет претендовала РПЦ, ссылаясь на Федеральный Закон «О передаче религиозным организациям имущества религиозного назначения». Эти притязания, которые были удовлетворены, вызвали у местной общественности негативную реакцию. В ответ на критику представительство Ростовской епархии заявило, что театр по-прежнему будет пребывать в своём здании до тех пор, пока не будет решён вопрос о его переезде в другое достойное и функциональное здание.

## Новый храм
После перестройки в Ростове стал обсуждаться вопрос о возможном восстановлении Благовещенской церкви и переносе Театра кукол в другое место. Однако эта идея не нашла большой поддержки, и тогда было решено возвести неподалёку новый храм. В 2003 году для строительство храма был выделен земельный участок площадью 0,2099 га по адресу Кировский проспект, 57. Первоначально храм хотели воссоздать по первоначальному проекту. Позднее было решено построить совершенно новый храм в неовизантийском стиле. Автором проекта храма стал архитектор Г. А. Шевченко.
Торжественная закладка храма состоялась 22 сентября 2007 года. В 2012 году рядом со строящимся храмом появилась небольшая временная церковь, в которой будут проводиться богослужения до окончания строительства.
В краеведческом музее Ростовской области сохранилась закладная доска первого храма с надписью, что в августе 1907 года был «заложен камень во имя церкви Благовещения». Эту закладную доску планировалось передать новому храму после открытия.
В январе 2014 были завершены основные строительные работы. Церковь обзавелась кровлей, была осуществлена гранитная облицовка цоколя. 12 октября 2014 года на здании строящейся церкви были возведены деревянные кресты, специально изготовленные для храма монахами с горы Афон. С января 2015 года, после назначения духовенства, в церкви регулярно ведутся службы. Помимо богослужений там же проводятся различного рода мероприятия, миссионерские и благотворительные акции. При храме осуществляет свою деятельность молодёжное христианское объединение, а также воскресная школа для детей и взрослых. Хотя основные строительные работы и были закончены, дополнительные доработки по-прежнему осуществляются благодаря поддержке «Благотворительного фонда И. И. Саввиди». Также церковь окормляет местный дом малютки.
По состоянию на октябрь 2019 года в главном помещении храма завершались отделочные работы, службы временно велись в его подвальном помещении. 27 октября 2019 года в рамках визита в Ростовскую-на-Дону епархию Благовещенский греческий храм посетил Святейший Патриарх Московский и всея Руси Кирилл.
На конец 2020 года в здании Греческой Благовещенской церкви завершены все строительные и отделочные работы.